# براسنیا
براسنیا (نام علمی: Brasenia) نام یک سرده از گیاهان گلدار است.